# Бери Хил (Тенеси)
Бери Хил (енгл. Berry Hill) град је у америчкој савезној држави Тенеси.

## Демографија
По попису из 2010. године број становника је 537, што је 137 (-20,3%) становника мање него 2000. године.
| Група             | 2000.       | 2010.       |
| Белци             | 506 (75,1%) | 451 (84,0%) |
| Афроамериканци    | 109 (16,2%) | 30 (5,6%)   |
| Азијати           | 16 (2,4%)   | 15 (2,8%)   |
| Хиспаноамериканци | 23 (3,4%)   | 34 (6,3%)   |
| Укупно            | 674         | 537         |